# Paris-Roubaix 1980
Paris-Roubaix 1980 a fost a 78-a ediție a Paris-Roubaix, o cursă clasică de ciclism de o zi din Franța. Evenimentul a avut loc pe 13 aprilie 1980 și s-a desfășurat pe o distanță de 264 de kilometri de la Compiègne până la velodromul din Roubaix. Câștigătorul a fost Francesco Moser din Italia de la echipa Sanson–Campagnolo.

## Rezultate
| Loc | Concurent                     | Echipă                 | Timp       |
| --- | ----------------------------- | ---------------------- | ---------- |
| 1   | Francesco Moser (ITA)         | Sanson–Campagnolo      | 6h 07' 28" |
| 2   | Gilbert Duclos-Lassalle (FRA) | Peugeot–Esso–Michelin  | + 1' 48"   |
| 3   | Dietrich Thurau (FRG)         | Puch–Sem–Campagnolo    | + 3' 30"   |
| 4   | Bernard Hinault (FRA)         | Renault–Gitane         | + 6' 05"   |
| 5   | Marc Demeyer (BEL)            | IJsboerke–Warncke Eis  | + 6' 05"   |
| 6   | Alfons De Wolf (BEL)          | Boule d'Or–Studio Casa | + 6' 05"   |
| 7   | Daniel Willems (BEL)          | IJsboerke–Warncke Eis  | + 6' 05"   |
| 8   | William Tackaert (BEL)        | DAF Trucks–Lejeune     | + 8' 37"   |
| 9   | Ludo Peeters (BEL)            | IJsboerke–Warncke Eis  | + 9' 35"   |
| 10  | Piet van Katwijk (NED)        | TI–Raleigh–Creda       | + 10' 38"  |